# 33054 Eduardorossi
33054 Eduardorossi este o planetă minoră (asteroid) din centura de asteroizi. A fost descoperită pe 26 octombrie 1997 la osservatorio astronomico della Montagna Pistoiese⁠(d) de Maura Tombelli⁠(d). 
Obiectul prezintă o orbită caracterizată de o semiaxă mare de 2,1729145 UAi, o excentricitate de 0,21, o înclinație de 2,781 ° în raport cu ecliptica.